# Friedrich Haubold
Friedrich Haubold (* 21. Juni 1950 in Oldenburg; † 10. Januar 2021) war ein deutscher Politiker (Bündnis 90/Die Grünen).

## Leben
Haubold besuchte die Volksschule sowie später das Gymnasium in Oldenburg. Hier legte er im Jahr 1970 sein Abitur ab und begann im Anschluss das Studium an der Pädagogischen Hochschule sowie an der Universität Oldenburg. Er machte seinen Abschluss mit dem Lehramt für die Fächer Französisch, Sport, Politik und Geschichte. Aufgrund seines 15-monatigen Grundwehrdienstes zwischen 1974 und 1975 wurde er zum überzeugten Pazifisten. Ab 1975 war er als Lehrer an der Orientierungsstufe und Realschule in Bad Zwischenahn beschäftigt. Zwischen den Jahren 1970 und 1978 leitete er zudem die Arbeit im internationalen Jugendaustausch.
Haubold war Mitglied der Gewerkschaft Erziehung und Wissenschaft und wurde im Jahr 1979 Mitglied der GRÜNEN. Seine Arbeitsschwerpunkte waren Jugend, Landwirtschaft, Ernährung sowie alternative Technologien. Ferner war er Mitglied im Berufsverband der Sozialarbeiter, Sozialpädagogen und Heilpädagogen, im BUND sowie im Deutschen Verbraucherschutzverband. Haubold war Mitorganisator und Teilnehmer an Anti-Atomkraft- und Anti-Kriegsdemonstrationen seit dem Jahr 1978.

## Öffentliche Ämter
Zwischen 1980 und Juni 1982 war Haubold Kreistagsabgeordneter des Landkreises Ammerland und wurde in der zehnten Wahlperiode zum Mitglied des Niedersächsischen Landtages vom 21. Juni 1982 bis 5. Juni 1985.

## Quelle
- Barbara Simon: Abgeordnete in Niedersachsen 1946–1994. Biographisches Handbuch. Hrsg. vom Präsidenten des Niedersächsischen Landtages. Niedersächsischer Landtag, Hannover 1996, S. 143–144.